# Mitra arnoldeyasi
Mitra arnoldeyasi is een slakkensoort uit de familie van de Mitridae. De wetenschappelijke naam van de soort is voor het eerst geldig gepubliceerd in 2010 door Poppe, Tagaro & Salisbury, in Poppe & Tagaro.